# Staroselci v Braziliji
Avtohtona ljudstva v Braziliji so ljudstva, ki so živela v Braziliji pred evropskim stikom okoli leta 1500, in njihovi potomci. Staroselci so nekoč obsegali približno 2000 okrožnih plemen in narodov, ki so naseljevali današnjo Brazilijo. Brazilski popis leta 2010 je zabeležil 305 etničnih skupin staroselcev, ki so govorili 274 avtohtonih jezikov; vendar jih skoraj 77 % govori portugalsko.
Zgodovinsko gledano so bila mnoga domorodna ljudstva v Braziliji napol nomadska in so kombinirala lov, ribolov in nabiralništvo s selitvenim poljedelstvom. Mnoga plemena so se soočila z izumrtjem zaradi evropske naselitve, mnoga druga pa so bila asimilirana v splošno brazilsko prebivalstvo.
Avtohtono prebivalstvo je bilo zdesetkano zaradi evropskih bolezni in se je zmanjšalo s predkolumbovskega vrha od 2 do 3 milijone do leta 1997 na približno 300.000, razdeljeni med 200 plemen. Po popisu IBGE leta 2022 se je 1.693.535 Brazilcev opredelilo kot domorodci, popis pa je zabeležil 274 domorodnih jezikov, ki jih govorijo 304 različne domorodne etnične skupine.
18. januarja 2007 je Fundação Nacional do Índio poročal o 67 preostalih plemenih brez stikov v Braziliji, v primerjavi s 40 znanimi leta 2005. S tem povečanjem je Brazilija prehitela Novo Gvinejo in postala država z največjim številom ljudstev brez stikov na svetu.

## Zgodovina

### Izvori
Vprašanja o prvotni poselitvi Amerik so vodila do različnih hipotetičnih modelov. Izvor teh domorodnih ljudstev ostaja predmet razprave med arheologi.

#### Selitev na celine
Antropološki in genetski dokazi kažejo, da je večina indijancev potomcev migrantov iz Sibirije in Mongolije, ki so vstopili v Ameriko čez Beringov preliv in vzdolž zahodne obale Severne Amerike v vsaj treh ločenih valovih. V Braziliji naj bi večina domorodnih plemen, ki so živela v deželi do leta 1500, izhajala iz prvega vala sibirskih migrantov, ki naj bi prečkali Beringov kopenski most ob koncu zadnje ledene dobe, pred 13.000 do 17.000 leti. Ta začetna selitev je trajala nekaj časa, da je dosegla današnjo Brazilijo in verjetno vstopila v porečje reke Amazonke s severozahoda. Drugi in tretji selitveni val iz Sibirije, za katerega se domneva, da sta pripeljala do ljudstva Athabaskan, Aleut, Inuit in Yupik, očitno nista segla dlje od južnih Združenih držav oziroma Kanade.

#### Genetske študije

##### Y-kromosom DNA
Analiza indijanske DNK kromosoma Y razkriva specifično združevanje v večini južnoameriškega prebivalstva. Mikrosatelitska raznolikost in porazdelitev Y-kromosomskih linij, značilnih za Južno Ameriko, nakazujejo, da so bile nekatere indijanske populacije izolirane od začetne kolonizacije regije.

##### Avtosomna DNK
Glede na genetsko študijo avtosomne DNK iz leta 2012 Indijanci izvirajo iz vsaj treh glavnih migrantskih valov iz Sibirije. Večina njihovih prednikov sega nazaj v populacijo edinih prednikov, imenovanih 'prvi Američani'. Vendar pa je inuitsko govoreče prebivalstvo iz Arktike podedovalo skoraj polovico svojih prednikov od drugega sibirskega migrantskega vala, medtem ko so govorci Na-dene podedovali približno eno desetino svojih prednikov od tretjega migrantskega vala. Začetni naselitvi Amerik je sledila hitra širitev proti jugu vzdolž obale, z omejenim pretokom genov pozneje, zlasti v Južni Ameriki. Izjema so govorci Čibči, katerih predniki so prispevki iz Severne in Južne Amerike.

##### mtDNA
Druga študija, osredotočena na mitohondrijsko DNK (mtDNK), ki se deduje samo po materini liniji, je razkrila, da materini predniki domorodnih ljudstev Amerike izvirajo iz nekaj ustanovnih linij iz Sibirije, ki so verjetno prispele po Beringovi poti. Glede na to študijo so predniki ameriških staroselcev nekaj časa verjetno ostali v bližini Beringovega preliva, preden so se razširili po Amerikah in sčasoma dosegli Južno Ameriko. Študija o linijah mtDNA iz leta 2016 je pokazala, da je »majhna populacija vstopila v Ameriko po obalni poti pred približno 16.000 leti, po obdobju izolacije v vzhodni Beringiji, ki je trajala približno 2400 do 9000 let po ločitvi od vzhodnosibirskih populacij. Potem ko se je hitro razširila po Ameriki, je omejen pretok genov v Južni Ameriki povzročil izrazito filogeografsko strukturo populacij, ki se je ohranila skozi čas nov multipli logistični regresijski test glavnih komponent za Bayesove serijske koalescentne simulacije. Analiza je podprla scenarij, po katerem je evropska kolonizacija povzročila znatno izgubo predkolumbovskih rodov.«

##### Jezikovna primerjava s Sibirijo
Jezikoslovne študije so podprle genetske ugotovitve in razkrile starodavne vzorce med jeziki, ki se govorijo v Sibiriji, in tistimi v Ameriki.

##### Oceanska komponenta v območju Amazonije
Dve genetski študiji avtosomne DNK iz leta 2015 sta potrdili sibirsko poreklo domorodnih ljudstev Amerike. Vendar pa je bil starodavni znak skupnega porekla z domorodnimi ljudstvi Avstralije in Melanezije zaznan med domorodnimi populacijami v regiji Amazonije. Ta selitev iz Sibirije naj bi se zgodila pred približno 23.000 leti.

#### Arheološke ostaline
Brazilska domorodna ljudstva, za razliko od tistih v Mezoameriki in andskih civilizacijah, niso hranila pisnih zapisov ali postavljala kamnitih spomenikov. Vlažno podnebje in kisla prst sta uničila skoraj vse sledi njihove materialne kulture, vključno z lesom in kostmi. Zato je bilo tisto, kar je znano o zgodovini regije pred letom 1500, sklepano in rekonstruirano na podlagi omejenih arheoloških dokazov, kot so keramika in kamnite puščične konice.
Najočitnejši ostanki teh družb so ogromne gomile zavrženih školjk, znanih kot sambaki, najdenih na nekaterih obalnih mestih, ki so bila neprekinjeno naseljena več kot 5000 let. Poleg tega naj bi bila znatna nahajališča 'črne zemlje' (terra preta) na več mestih vzdolž Amazonije starodavna odlagališča smeti (middens). Nedavna izkopavanja teh nahajališč v srednji in zgornji Amazoniji so odkrila ostanke ogromnih naselij, ki vsebujejo več deset tisoč domov, kar kaže na zapleteno družbeno in ekonomsko strukturo.
Študije vzorcev obrabe predkontaktnih prebivalcev obalne Brazilije so pokazale, da so površine sprednjih zob, ki so obrnjene proti jeziku, bolj obrabljene kot tiste, ki so obrnjene proti ustnicam. Raziskovalci verjamejo, da je to obrabo povzročila uporaba zob za lupljenje in drobljenje abrazivnih rastlin.

### Kultura Marajoara
Kultura Marajoara je cvetela na otoku Marajó ob izlivu reke Amazonke. Arheologi so med svojimi izkopavanji na otoku odkrili prefinjeno keramiko. Ti deli so veliki, bogato poslikani in vrezani z upodobitvami rastlin in živali. To odkritje je prvi dokaz kompleksne družbe na Marajóju. Nadaljnji dokazi o graditvi gomil kažejo, da so se na otoku razvile dobro poseljene, kompleksne in prefinjene naselbine, saj se je verjelo, da so samo takšne naselbine sposobne izvajati obsežne projekte, kot so velika zemeljska dela.
Obseg, stopnja kompleksnosti in interakcije med viri kulture Marajoara so bili predmet spora. V 1950-ih je ameriška arheologinja Betty Meggers v nekaterih svojih prvih raziskavah predlagala, da se je družba preselila iz Andov in se naselila na otoku. Številni raziskovalci so verjeli, da so Ande naselili paleoindijski migranti iz Severne Amerike, ki so se postopoma pomikali proti jugu, potem ko so bili lovci na ravninah.
V 1980-ih je ameriška arheologinja Anna Curtenius Roosevelt vodila izkopavanja in geofizične raziskave gomile Teso dos Bichos. Sklenila je, da je družba, ki je gradila gomile, nastala na samem otoku.
Predkolumbovska kultura Marajója je morda razvila družbeno razslojenost in podpirala populacijo, ki je štela do 100.000 ljudi. Ameriški staroselci v amazonskem deževnem gozdu so morda uporabili svojo metodo razvoja in dela v terra preta, da bi zemljo naredili primerno za obsežno kmetijstvo, potrebno za podporo velikega prebivalstva in kompleksnih družbenih tvorb, kot so poglavarstva.

#### Civilizacija Xinguano
Ljudstva Xingu so zgradila velika naselja, povezana s cestami in mostovi, pogosto z jarki. Njihov razvoj je dosegel vrhunec med letoma 1200 in 1600 n. št., njihova populacija pa je dosegla več deset tisoč.

### Staroselci po evropski kolonizaciji

#### Porazdelitev
Na predvečer portugalskega prihoda leta 1500 sta obalna območja Brazilije obvladovali dve veliki skupini: Tupi (govorci jezikov Tupi–Gvarani), ki so zasedli skoraj celotno dolžino brazilske obale, in Tapuia (splošna izraz za skupine, ki niso Tupi, običajno ljudstva, ki govorijo jezik Jê), ki so pretežno prebivali v notranjosti. Portugalci so prispeli ob koncu dolgega predkolonialnega spopada med Tupi in Tapuiasi, ki je privedel do poraza in izgona Tapuiasov z večine obalnih območij.
Čeprav so bili obalni Tupi razdeljeni na podplemena, ki so bila med seboj pogosto sovražna, so bili kulturno in jezikovno homogeni. Dejstvo, da so zgodnji Evropejci ob brazilski obali srečali v bistvu iste ljudi in jezik, je močno olajšalo komunikacijo in interakcijo.
Obalna sekvenca ok. 1500 (sever proti jugu):
1. Tupinambá (Tupi, od delte Amazonke do Maranhão)
2. Tremembé (Tapuia, obalno pleme, ki je živelo od otoka São Luis (južni Maranhão) do izliva reke Acaraú na severu države Ceará; francoski trgovci so gojili zavezništvo z njimi)
3. Potiguara (Tupi, dobesedno 'jedci kozic'; imeli so sloves odličnih kanuistov in agresivnih ekspanzionistov, naseljevali so velik obalni del od reke Acaraú do otoka Itamaracá, ki pokriva sodobne zvezne države južne Ceará, Rio Grande do Norte in Paraíba)
4. Tabajara (majhno pleme Tupi med otokom Itamaracá in reko Paraíba; sosedje in pogoste žrtve Potiguare)
5. Caeté (skupina Tupi v Pernambucu in Alagoasu, sega od reke Paraíba do reke São Francisco; potem ko so ubili in pojedli portugalskega škofa, so bili podvrženi portugalskim uničevalnim napadom in preostanek potisnjeni v notranjost Pará)
6. Tupinambá spet (Tupi par excellence, segajo od reke São Francisco do Zaliv Vseh svetih, število prebivalcev je ocenjeno na 100.000; gostovanje portugalskih brodolomcev  Caramuru)
7. Tupiniquim (Tupi so pokrivalo bahijsko obalo odkritja, od okolice Camamu do reke São Mateus; to so bili prvi domorodci, na katere so naleteli Portugalci, saj so srečali izkrcanje kapitana Pedra Álvaresa Cabrala aprila 1500)
8. Aimoré (pleme Tapuia (Jê); skoncentrirano na koščku obale v sodobni državi Espírito Santo)
9. Goitacá (pleme Tapuia; nekoč je prevladovalo na obali od reke São Mateus (v državi Espírito Santo) do reke Paraíba do Sul (v Rio de Janeiro so bili lovci in ribiči sramežljivi ljudje, ki so se izogibali vsem stikom s tujci; po ocenah so imeli strašljiv sloves in so jih sčasoma uničili evropski kolonisti)
10. Temiminó (majhno pleme Tupi, s središčem na otoku Governador v zalivu Guanabara; pogosto v vojni s Tamoio okoli sebe)
11. Tamoio (Tupi, stara veja Tupinambá, segajo od zahodnega roba zaliva Guanabara do Ilha Grande)
12. Tupinambá spet (Tupi, neločljivi od Tamoio. Naseljeni na pavlinski obali, od Ilha Grande do Santosa; glavni sovražniki Tupiniquimov na njihovem zahodu. Število med šest in deset tisoč).
13. Tupiniquim spet (Tupi, na obali São Paulo od Santosa/Bertioge navzdol do Cananéia; agresivni ekspanzionisti, ki so se uveljavili na pavlinski obali in planoti Piratininga na račun starejših sosedov Tupinambá in Carijó; gostili so portugalska brodolomca João Ramalha ('Tamarutaca') in Antónia Rodriguesa v zgodnjih 1500-ih; prvi uradni zavezniki portugalskih kolonistov; pomagali so ustanoviti portugalsko Kapetanijo São Vicente v starih portugalskih kronikah včasih imenovano "Guaianá, izraz Tupi, ki pomeni 'prijateljski' ali 'zavezniški');
14. Carijó (pleme Gvarani (Tupi), ki je segalo od Cananeie vse do Lagoa dos Patos (v državi Rio Grande do Sul); žrtve Tupiniquimov in zgodnji evropski sužnji; gostili so skrivnostnega degredado (izgnanega kaznjenca), znanega kot 'Bachelor of Cananeia')
15. Charrúa (pleme Tapuia (Jê) na sodobni obali Urugvaja, z agresivnim slovesom proti vsiljivcem; ubili Juana Díaz de Solísa leta 1516)

Z izjemo lovcev in nabiralcev Goitacases sta bili obalni plemeni Tupi in Tapuia predvsem poljedelci. Subtropski Gvarani so gojili koruzo, tropski Tupi manioko (kasavo), visokogorski Jês pa so gojili arašide kot osnovo svoje prehrane. Dodatni pridelki so vključevali fižol, sladki krompir, cará (jam), jerimum (buča) in cumari (paprika).
Za obalo je v notranjosti Brazilije v glavnem prevladovalo ljudstvo Tapuia (Jê), čeprav so bili pomembni deli notranjosti (zlasti zgornji tokovi rek Xingu, Teles Pires in Juruena, kar približno ustreza sodobni državi Mato Grosso) prvotne predselitvene domovine Tupi-Gvarani. Poleg Tupi in Tapuia sta bili v notranjosti običajno prepoznani še dve avtohtoni megaskupini: Karibi, ki so poseljevali večji del današnje severozahodne Brazilije, vključno z obema obalama reke Amazonke do delte, in skupina Nuaraque, katerega sestavna plemena so naseljevala več območij, vključno z večino zgornje Amazonke (zahodno od današnjega Manausa) in pomembnimi žepi v sodobnih državah Amapá in Roraima.
Imena, s katerimi so portugalski in francoski avtorji v 16. stoletju zapisali različna plemena Tupi, so slabo razumljena. Zdi se, da večina niso lastna imena, ampak prej opisi odnosov, običajno družinskih – npr. Tupi pomeni 'prvi oče', Tupinambá pomeni 'sorodniki prednikov', Tupiniquim pomeni 'stranski sosedje', Tamoio pomeni 'dedek', Temiminó pomeni 'vnuk', Tabajara pomeni 'tašča' in tako naprej. Nekateri etimologi menijo, da ta imena odražajo vrstni red migracijskih valov ljudstva Tupi iz notranjosti na obale. Na primer, prvi val Tupi, ki je dosegel obalo, bi lahko imenovali 'dedki' (Tamoio), kmalu pa so se jim pridružili 'sorodniki starodavnih' (Tupinambá), kar bi lahko pomenilo sorodnike Tamoia ali izraz Tamoio za sorodniki starih Tupijev v zgornjem porečju Amazonke. 'Vnuki' (Temiminó) bi lahko predstavljali odcepljeno skupino, medtem ko bi 'stranski sosedje' (Tupiniquim) lahko označevali nedavne prišleke, ki še ugotavljajo svojo prisotnost. Vendar se je do leta 1870 število prebivalcev plemena Tupi zmanjšalo na 250.000 domorodcev, do leta 1890 pa na približno 100.000.

#### Prvi stiki
Ko so portugalski raziskovalci aprila 1500 prvič prispeli v Brazilijo, so na svoje presenečenje našli široko obalo, bogato z viri in polno stotisočev domorodnih prebivalcev, ki so živeli v 'raju' naravnega izobilja. Pero Vaz de Caminha, uradni pisar Pedra Álvaresa Cabrala, poveljnika raziskovalne flote, ki je pristala v sedanji državi Bahia, je napisal pismo portugalskemu kralju, v katerem je z žarečimi besedami opisal lepoto dežele.
V Histoire des découvertes et conquêtes des Portugais dans le Nouveau Monde je Lafitau opisal domorodce kot ljudi, ki niso nosili nobenih oblačil, ampak so celotno telo pobarvali rdeče. Njihova ušesa, nosovi, ustnice in lica so bili preluknjani. Moški so si obrili sprednji del, vrh glave in čez ušesa, medtem ko so ženske običajno nosile svoje lase razpuščene ali spete v kitke. Moški in ženske so bili okrašeni s hrupnimi porcelanastimi ovratnicami in zapestnicami, perjem in suhim sadjem. Lafitau je opisal tudi ritualno naravo njihovih praks kanibalizma in poudaril pomembno vlogo žensk v gospodinjstvu.
Pred prihodom Evropejcev je ozemlje današnje Brazilije po ocenah živelo med 1 in 11,25 milijona prebivalcev. V prvih 100 letih stika se je populacija staroselcev zmanjšala za 90 %. Ta drastičen upad je bil predvsem posledica bolezni, ki so jih prinesli kolonisti, skupaj s suženjstvom in nasiljem Evropejcev. Staroselci so bili tradicionalno polnomadska plemena, ki so se preživljala z lovom, ribolovom, nabiralništvom in selitvenim poljedelstvom. Stoletja so živeli napol nomadsko življenje in gospodarili z gozdovi, da so zadovoljili svoje potrebe.
Ko so leta 1500 prispeli Portugalci, so domačini naseljevali predvsem obalo in bregove večjih rek. Sprva so Evropejci nanje gledali kot na plemenite divjake in mešanje se je začelo skoraj takoj. Portugalske trditve o plemenskih vojnah, kanibalizmu in iskanju amazonskega brazilskega lesa zaradi njegovega cenjenega rdečega barvila so prepričale koloniste, da morajo 'civilizirati' staroselce (prvotno so Portugalci poimenovali Brazilijo Terra de Santa Cruz, kasneje pa je dobila današnje ime iz brazilskega lesa). Vendar pa so tako kot Španci v Severni Ameriki tudi Portugalci prinesli bolezni, na katere mnogi Indijanci niso bili imuni. Ošpice, črne koze, tuberkuloza in gripa so povzročile smrt več deset tisoč ljudi. Bolezni so se hitro širile po domorodnih trgovskih poteh, kar je verjetno povzročilo uničenje celih plemen brez neposrednega stika z Evropejci.
Do leta 1800 je prebivalstvo kolonialne Brazilije doseglo približno 2,33 milijona, od tega je bilo samo okoli 174.900 avtohtonih prebivalcev. Do leta 1850 se je to število zmanjšalo na ocenjenih 78.400 od skupnega prebivalstva 5,8 milijona.

#### Suženjstvo in bandeire
Skupnega občutka začudenja in dobre volje naj bi bilo konec v naslednjih letih. Portugalski kolonisti, vsi moški, so začeli imeti otroke z Indijankami, kar je ustvarilo novo generacijo ljudi mešane rase, ki so govorili indijanske jezike, vključno z jezikom Tupi, imenovanim Nheengatu. Otroci teh portugalskih moških in ameriških Indijank so kmalu tvorili večino prebivalstva. Skupine raziskovalcev znanih kot Bandeiranti so organizirale odprave v notranjost, da bi zahtevale ozemlje za portugalsko krono in iskale zlato in drage kamne.
V želji po dobičku s trgovino s sladkorjem so se Portugalci odločili, da bodo v Braziliji gojili sladkorni trs in za delovno silo uporabili avtohtone sužnje po zgledu španskih kolonij. Vendar se je izkazalo, da je lovljenje domorodnih prebivalcev težko. Kmalu so jih prizadele bolezni, ki so jih prinesli Evropejci, proti katerim pa niso imeli naravne imunosti, zaradi česar je bila umrljivost visoka.

#### Jezuiti
Jezuitski duhovniki so prispeli s prvim generalnim guvernerjem kot klerikalni pomočniki kolonistom z namenom spreobrniti domorodce v katolištvo. Trdili so, da je treba avtohtono ljudstvo obravnavati kot ljudi in uspeli pridobiti papeško bulo Sublimis Deus, ki je izjavila, da jih je treba ne glede na njihova prepričanja priznati kot popolnoma razumna človeška bitja s pravicami do svobode in zasebne lastnine in tako ne sme biti zasužnjen.
Jezuitski duhovniki, kot sta patra José de Anchieta in Manuel da Nóbrega, so preučevali in zapisovali staroselske jezike ter ustanovili mešane naselbine, kot je São Paulo dos Campos de Piratininga, kjer so kolonisti in ameriški Indijanci živeli drug ob drugem, govorili pa so isti Língua Geral (skupni jezik) in se svobodno poročali med seboj. Začeli so tudi ustanavljati bolj oddaljene vasi, v katerih so živeli samo 'civilizirani' Amerindianci, znani kot misijoni ali redukcije (za več podrobnosti glejte članek o ljudstvu Gvarani).
Do sredine 16. stoletja so jezuitski duhovniki na ukaz portugalske monarhije ustanovili misijone po kolonijah v državi. Njihov cilj je bil evropeizirati in spreobrniti domorodno prebivalstvo v katolištvo. Nekateri zgodovinarji trdijo, da so jezuiti zagotovili obdobje relativne stabilnosti za Amerindijance in so nasprotovali njihovi uporabi za suženjsko delo. So pa tudi jezuiti prispevali k evropskemu imperializmu. Mnogi zgodovinarji vidijo jezuitsko vpletenost kot etnocid domorodne kulture, kjer so jezuiti poskušali 'evropeizirati' domorodna ljudstva Brazilije.
Sredi 1770-ih je bilo krhko sobivanje med staroselci in kolonisti ponovno ogroženo. Zaradi zapletene diplomatske situacije, ki je vključevala Portugalsko, Španijo in Vatikan, so bili jezuiti izgnani iz Brazilije, njihovi misijoni pa zaplenjeni in prodani.

#### Vojne
Izbruhnile so številne vojne med različnimi plemeni, kot je konfederacija Tamoio, in Portugalci. Občasno so se Indijanci povezali s sovražniki Portugalske, kot so Francozi med epizodo France Antarctique v Riu de Janeiru. Včasih so se postavili na stran Portugalske proti rivalskim plemenom. V tem obdobju so Tupinambá ujeli nemškega vojaka po imenu Hans Staden in ga pozneje izpustili. Svoja doživetja je dokumentiral v svoji znameniti knjigi Warhaftige Historia und Beschreibung eyner Landtschafft der Wilden Nacketen, Grimmigen Menschfresser-Leuthen in der Newenwelt America gelegen (1557), kar pomeni 'Obsežna zgodovina in opis pokrajine divjih golih ljudi, mračnih ljudi ljudožerjev, ki živijo v Novem svetu Amerike'.
Obstajajo dokumentirana poročila o črnih kozah, ki so jih nekateri brazilski vaščani uporabljali kot biološko orožje, da bi uničili bližnja indijanska plemena, ne vedno agresivno. Po besedah antropologa Mércia Pereire Gomesa se je pomemben primer zgodil v Caxiasu v južnem Maranhau. Lokalni kmetje, ki so želeli več zemlje za svoje govedorejske farme, so Timbiri dajali oblačila bolnih vaščanov (ki bi jih običajno sežgali, da bi preprečili nadaljnjo okužbo). Oblačila so okužila celotno pleme, ki ni imelo ne imunosti ne zdravila. Podobni incidenti so se zgodili v drugih vaseh po vsej Južni Ameriki.

#### Trgovina s kavčukom
1840-ta so Amazoniji prinesla trgovino in bogastvo z razvojem procesa vulkanizacije za kavčuk, kar je povzročilo porast povpraševanja po vsem svetu. V Amazoniji so rasla najboljša drevesa kavčukovci na svetu in na tisoče ljudi je začelo obdelovati nasade. Ko so se Indijanci izkazali za težko delovno silo, so pripeljali kmete iz okoliških območij. To je povzročilo stalno napetost med domorodnim prebivalstvom in novimi prišleki, saj so Indijanci čutili, da so njihova ozemlja napadena v iskanju bogastva.

#### Zapuščina Cândida Rondona
V 20. stoletju je brazilska vlada sprejela bolj humanitaren pristop in začela nuditi uradno zaščito domorodnim ljudem, vključno z ustanovitvijo prvih avtohtonih rezervatov. Razmere za Indijance so se izboljšale na prelomu stoletja, ko je Cândido Rondon, mož tako portugalskega kot bororoškega porekla ter raziskovalec in napredni častnik v brazilski vojski, začel delati, da bi pridobil zaupanje Indijancev in vzpostavil mir. Rondon, ki so mu dodelili nalogo razširiti telegrafske komunikacije v Amazonijo, je bil naraven raziskovalec z veliko radovednostjo. Leta 1910 je pomagal ustanoviti Serviço de Proteção aos Índios (SPI), zdaj znano kot FUNAI (Fundação Nacional do Índio, Nacionalna fundacija za Indijance). SPI je bila prva zvezna agencija, zadolžena za zaščito Indijancev in ohranjanje njihove kulture. Leta 1914 je Rondon spremljal Theodora Roosevelta na njegovi znameniti odpravi po Amazoniji in odkrivanje novih vrst. Med temi potovanji je bil Rondon zgrožen nad tem, kako so naseljenci in gradbeniki ravnali z domorodci, zato je postal njihov vseživljenjski prijatelj in zaščitnik.
Rondon, ki je umrl leta 1958, v Braziliji velja za narodnega heroja. Brazilska država Rondônia je poimenovana v njegovo čast.

#### Neuspeh SPI in FUNAI
Po Rondonovem pionirskem delu je bil SPI predan birokratom in vojaškim častnikom, njegova učinkovitost pa se je po letu 1957 zmanjšala. Novi uradniki niso delili Rondonove globoke zavezanosti Amerindijancem. Namesto tega je SPI poskušal vključiti plemenske skupine v večinsko brazilsko družbo. Obljuba bogastva iz rezervatov je pritegnila živinorejce in naseljence, ki so še naprej posegali na domorodna ozemlja, pri čemer je SPI olajšal ta vdor. Med letoma 1900 in 1967 je bilo po ocenah izbrisanih 98 domorodnih plemen.
Predvsem zaradi prizadevanj bratov Villas-Bôas je zvezna vlada leta 1961 ustanovila prvi avtohtoni rezervat v Braziliji, narodni park Xingu.
Med socialnimi in političnimi prevrati v 1960-ih so poročila o slabem ravnanju z Indijanci vedno bolj dosegla brazilska urbana središča in začela vplivati na javno mnenje. Leta 1967 je po objavi Figueiredovega poročila, ki ga je naročilo Ministrstvo za notranje zadeve, vojaška vlada začela preiskavo SPI. Kmalu se je izkazalo, da je SPI pokvarjen in da ne varuje domorodcev, njihove zemlje in kulture. Poročilo na 5000 straneh je katalogiziralo grozodejstva, vključno s suženjstvom, spolno zlorabo, mučenjem in množičnimi umori. Domnevali so, da so uradniki agencije v sodelovanju z zemljiškimi špekulanti sistematično pobijali staroselce z namerno distribucijo oblačil, ki so bila prepletena z boleznimi. Sledili so kazenski pregoni in SPI je bil razpuščen.
Istega leta je vlada ustanovila Fundação Nacional do Índio (Nacionalna indijska fundacija), znano kot FUNAI, ki je odgovorna za zaščito interesov, kultur in pravic domorodnih ljudstev v Braziliji. Nekatera plemena so se močno vključila v brazilsko družbo. Nekulturna plemena, s katerimi je stopil v stik FUNAI, naj bi bila v različni meri zaščitena in prilagojena brazilski družbi. Leta 1987 je bilo ugotovljeno, da nepotrebni stiki s temi plemeni povzročajo bolezni in družbeni razpad. Plemena brez stika naj bi bila zdaj zaščitena pred vdori in vmešavanjem v njihov življenjski slog in ozemlje. Vendar je izkoriščanje kavčuka in drugih amazonskih naravnih virov povzročilo nov cikel invazij, izgonov, pokolov in smrti, ki traja še danes.

#### Vojaška vlada
Leta 1964 se je zgodil potresni politični premik, ko je brazilska vojska prevzela nadzor nad vlado in odpravila vse obstoječe politične stranke ter ustvarila dvostrankarski sistem. V naslednjih dveh desetletjih je Braziliji vladala vrsta generalov. Mantra države je bila »Brazilija, država prihodnosti«, ki jo je vojaška vlada uporabila za utemeljitev velikega prodora v Amazonijo za izkoriščanje njenih virov, s ciljem spremeniti Brazilijo v eno vodilnih svetovnih gospodarstev.
Začela se je gradnja transkontinentalne ceste čez porečje Amazonke, namenjena spodbujanju migracij v regijo in olajšanju trgovine. S financiranjem Svetovne banke je bilo posekanih na tisoče kvadratnih kilometrov gozda ne glede na status rezervata. Po projektih cest so se začeli velikanski projekti hidroelektrarn in ogromna gozdna območja so bila izkrčena za živinorejo. Zaradi tega so rezervati utrpeli množično krčenje gozdov in poplave. Projekti javnih del so pritegnili zelo malo migrantov, toda tisti, ki so prispeli – večinoma revni naseljenci – so prinesli nove bolezni, ki so še bolj uničile indijansko prebivalstvo.

### Sodobna situacija
| Domorodni Brazilci 1872-2022 | Domorodni Brazilci 1872-2022 | Domorodni Brazilci 1872-2022 | Domorodni Brazilci 1872-2022 | Domorodni Brazilci 1872-2022 | Domorodni Brazilci 1872-2022 | Domorodni Brazilci 1872-2022 | Domorodni Brazilci 1872-2022 |
| Leto                         | Štev. preb.                  | % of Brazil                  |                              |                              |                              |                              |                              |
| ---------------------------- | ---------------------------- | ---------------------------- | ---------------------------- | ---------------------------- | ---------------------------- | ---------------------------- | ---------------------------- |
| 1872                         | 386.955                      | 3,90%                        |                              |                              |                              |                              |                              |
| 1890                         | 1.295.795                    | 9,04%                        |                              |                              |                              |                              |                              |
| 1991                         | 294.135                      | 0,20%                        |                              |                              |                              |                              |                              |
| 2000                         | 734.127                      | 0,43%                        |                              |                              |                              |                              |                              |
| 2010                         | 817.963                      | 0,43%                        |                              |                              |                              |                              |                              |
| 2022                         | 1.227.642                    | 0,60%                        |                              |                              |                              |                              |                              |
| Vir: Brazilsko štetje        |                              |                              |                              |                              |                              |                              |                              |

Brazilska ustava iz leta 1988 priznava pravico domorodnih ljudstev do njihovega tradicionalnega načina življenja in do trajne in izključne posesti svojih 'tradicionalnih dežel', ki so razmejene kot domorodna ozemlja. Poleg tega so domorodna ljudstva pravno priznana kot eno od več 'tradicionalnih ljudstev'. V praksi pa se brazilski domorodci še vedno soočajo z velikimi grožnjami in izzivi za svoj nadaljnji obstoj in kulturno dediščino.
Postopek razmejitve ozemlja je počasen, pogosto vključuje dolgotrajne pravne bitke, FUNAI pa nima dovolj sredstev za uveljavljanje pravne zaščite na domorodnih ozemljih. Od 1980-ih se je izkoriščanje amazonskega deževnega gozda za rudarjenje, sečnjo in živinorejo povečalo, kar resno ogroža domorodno prebivalstvo v regiji. Naseljenci, ki nezakonito posegajo na domorodno ozemlje, še naprej uničujejo okolje, potrebno za tradicionalni način življenja, izzovejo nasilne spopade in širijo bolezni.
Skupine, kot sta Akuntsu in Kanoê, so bile v zadnjih treh desetletjih potisnjene na rob izumrtja. Krčenje gozdov zaradi rudarjenja vpliva tudi na vsakdanje življenje domorodnih plemen v Braziliji. Na primer, Indijanci Munduruku imajo višje stopnje zastrupitve z živim srebrom zaradi proizvodnje zlata na njihovem območju. Dne 13. novembra 2012 je nacionalno združenje staroselcev iz Brazilije, APIB, Združenim narodom predložilo dokument o človekovih pravicah, v katerem je podrobno opisalo pritožbe glede predlaganih zakonov v Braziliji, ki bi še dodatno spodkopali njihove pravice, če bi bili odobreni.
Veliko izrazov iz domorodnih jezikov je bilo vključenih v uradno brazilsko portugalščino. Na primer, Carioca, izraz, ki se uporablja za opis ljudi, rojenih v mestu Rio de Janeiro, izhaja iz besede Tupi-Gvaraní in pomeni 'hiša belih (ljudi)'.
V nekaj urah po prevzemu funkcije januarja 2019 je Bolsonaro naredil dve veliki spremembi FUNAI, ki sta vplivali na njegovo odgovornost za identifikacijo in razmejitev avtohtonih ozemelj. FUNAI je izpod Ministrstva za pravosodje premestil v novoustanovljeno Ministrstvo za človekove pravice, družino in ženske ter prenesel identifikacijo tradicionalnih habitatov domorodnih prebivalcev in njihovo določitev za zaščitena območja – nalogo, ki jo FUNAI-ju pripisuje ustava – ministrstvu za kmetijstvo. Bolsonaro je trdil, da imajo ta ozemlja majhno, izolirano prebivalstvo, in predlagal njihovo vključitev v večjo brazilsko družbo. Kritiki so se bali, da bi takšna integracija vodila v kulturno asimilacijo brazilskih staroselcev. Nekaj mesecev pozneje je brazilski nacionalni kongres razveljavil te spremembe.
Sporazum o prosti trgovini med Evropsko unijo in Mercosurjem, katerega namen je ustvariti eno največjih območij proste trgovine na svetu, so obsodili okoljski aktivisti in borci za pravice staroselcev. Bojijo se, da bi lahko dogovor povzročil povečano krčenje amazonskega deževnega gozda s širitvijo dostopa na trg za brazilsko govedino.
Poročilo domorodnega misijonarskega sveta o nasilju nad domorodnimi ljudstvi v Braziliji iz leta 2019 je dokumentiralo porast invazij na domorodna ozemlja s strani drvarjev, rudarjev in grabežljivcev zemlje. Poročilo beleži 160 primerov v prvih devetih mesecih leta 2019, v celotnem letu 2017 le 96 primerov. Poleg tega se je število prijavljenih umorov s 110 leta 2017 povečalo na 135 leta 2018.
Dne 5. maja 2020 so brazilski zakonodajalci po preiskavi organizacije Human Rights Watch (HRW) objavili poročilo, v katerem so preučevali nasilje nad domorodnimi prebivalci, afro-brazilskimi podeželskimi skupnostmi in drugimi, ki so vpleteni v nezakonito sečnjo, rudarjenje in prilaščanje zemlje.